# Clansayes
 Clansayes  es una población y comuna francesa, en la región de Ródano-Alpes, departamento de Drôme, en el distrito de Nyons y cantón de Saint-Paul-Trois-Châteaux.

## Demografía
| 199 | 212 | 181 | 287 | 408 | 441 |
| Para los censos de 1962 a 1999 la población legal corresponde a la población sin duplicidades (Fuente: INSEE [Consultar]) |     |     |     |     |     |